# Velký Ratmírov
Velký Ratmírov (německy Groß Rammerschlag) je obec v okrese Jindřichův Hradec v Jihočeském kraji. Nachází se šest kilometrů severozápadně od Jindřichova Hradce. Žije v ní 235 obyvatel.
Do katastru obce v současnosti patří i lesní samoty Klenovská myslivna (Velký Ratmírov 62), Klenovská hájovna (Velký Ratmírov 60) a Prokopský Dvůr (Velký Ratmírov 61).

## Historie
První písemná zmínka o obci pochází z roku 1420.
Obec Velký Ratmírov měla v roce 1890 96 domů a 490 obyvatel (21 české a 469 německé národnosti), v roce 1921 měla 74 domů a 419 obyvatel (52 české a 359 německé národnosti). V letech 1938 až 1945 byla obec přičleněna (v důsledku uzavření Mnichovské dohody) k nacistickému Německu.

## Obyvatelstvo
| Rok            | 1869 | 1880 | 1890 | 1900 | 1910 | 1921 | 1930 | 1950 | 1961 | 1970 | 1980 | 1991 | 2001 | 2011 | 2021 |
| -------------- | ---- | ---- | ---- | ---- | ---- | ---- | ---- | ---- | ---- | ---- | ---- | ---- | ---- | ---- | ---- |
| Počet obyvatel | 506  | 518  | 490  | 476  | 420  | 419  | 382  | 296  | 275  | 230  | 173  | 202  | 210  | 222  | 214  |
| Počet domů     | 82   | 95   | 96   | 88   | 72   | 74   | 81   | 73   | 63   | 57   | 57   | 72   | 74   | 87   | 91   |

## Obecní správa
Mezi lety 1850–1975 byl Velký Ratmírov obcí v okrese Jindřichův Hradec. Od 1. ledna 1976 do 29. dubna 1976 patřil jako část obce k Děbolínu. Od 30. dubna 1976 do 23. listopadu 1990 patřil jako část města k Jindřichově Hradci a od 24. listopadu 1990 je opět samostatnou obcí.

### Obecní symboly
Znak a vlajka byly obci uděleny rozhodnutím předsedy Poslanecké sněmovny Parlamentu České republiky dne 14. prosince 2018.

## Pamětihodnosti
- Boží muka u tratě

## Galerie

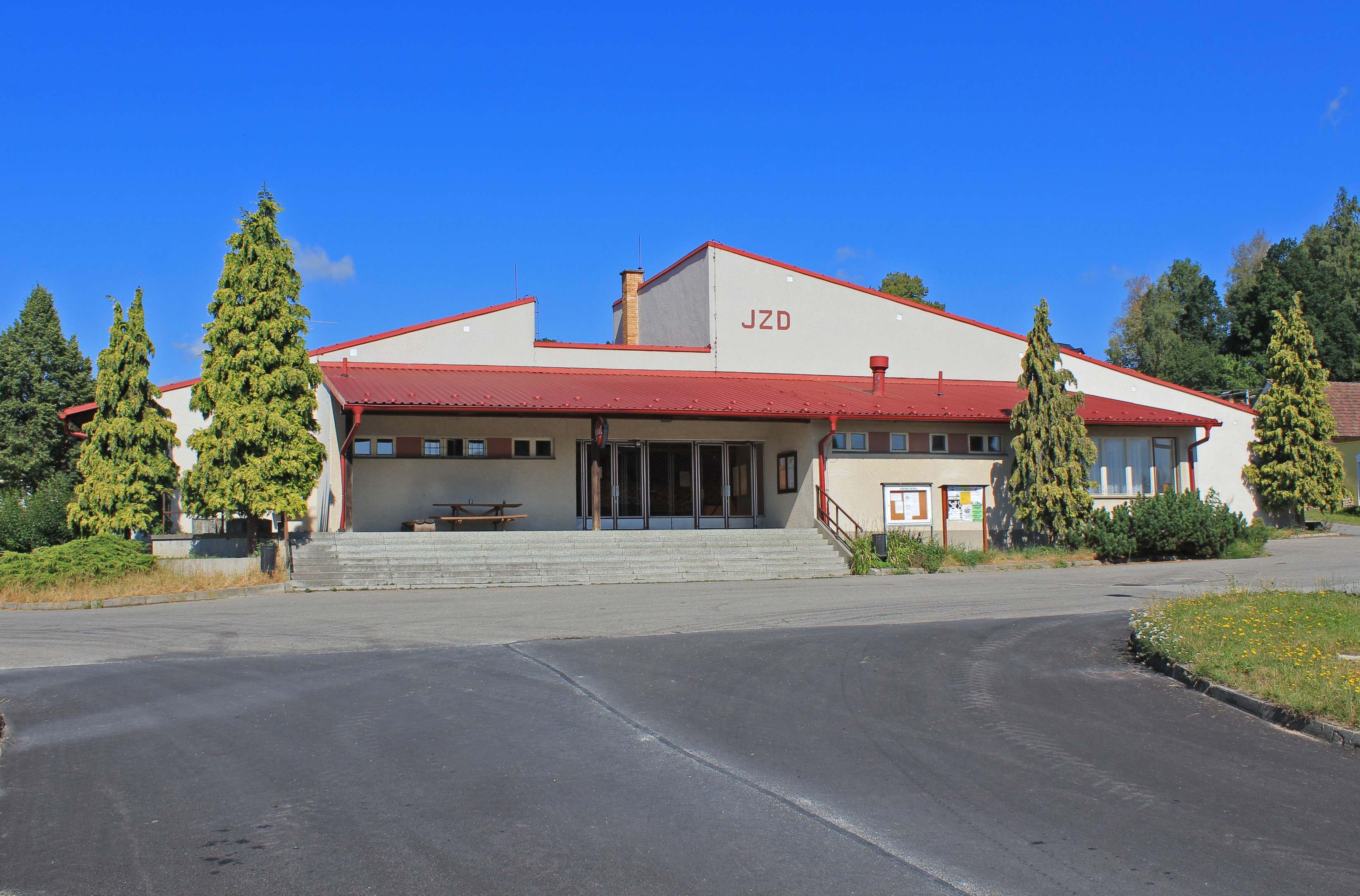
Kulturní dům s restaurací
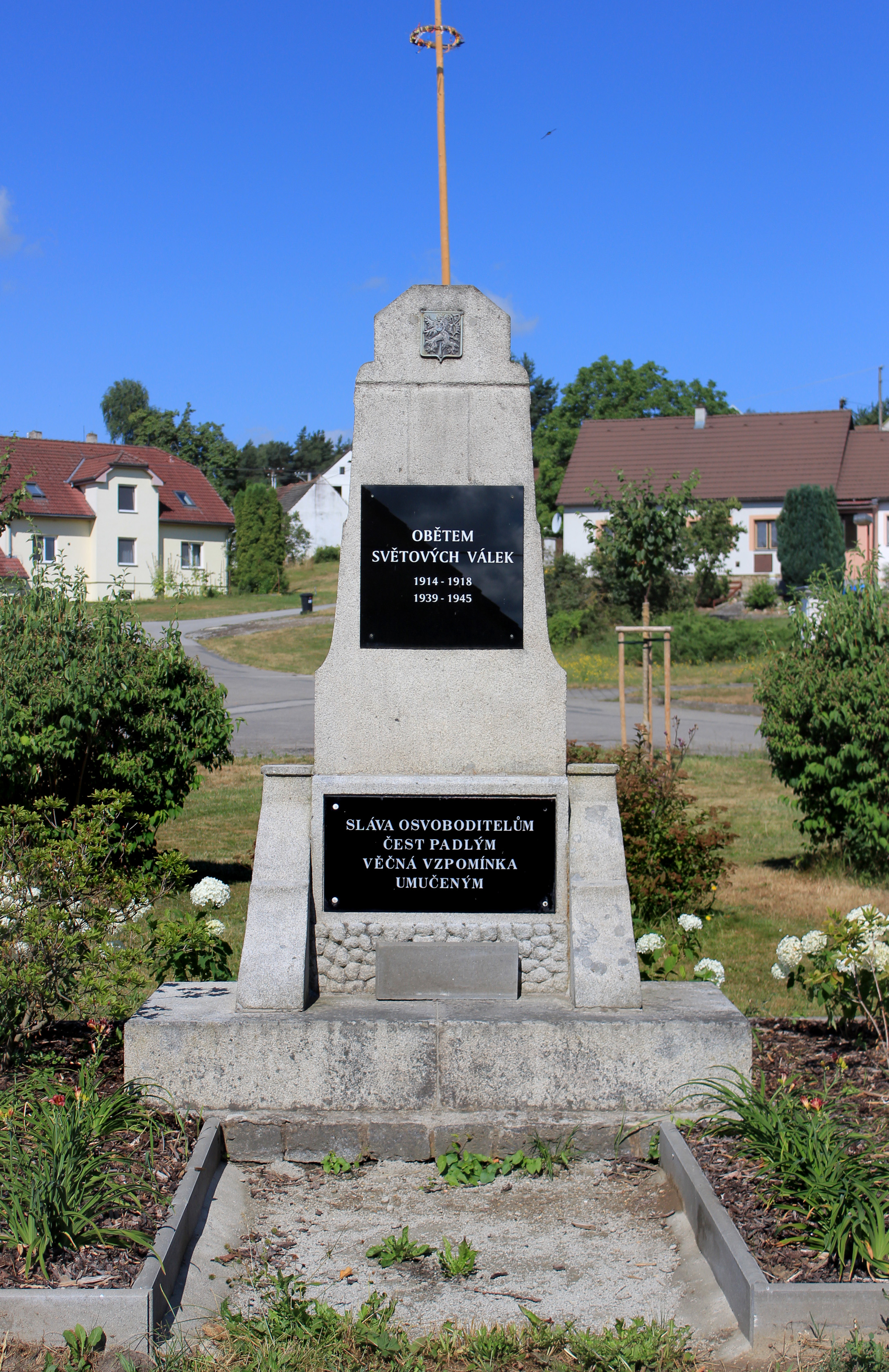
Pomník
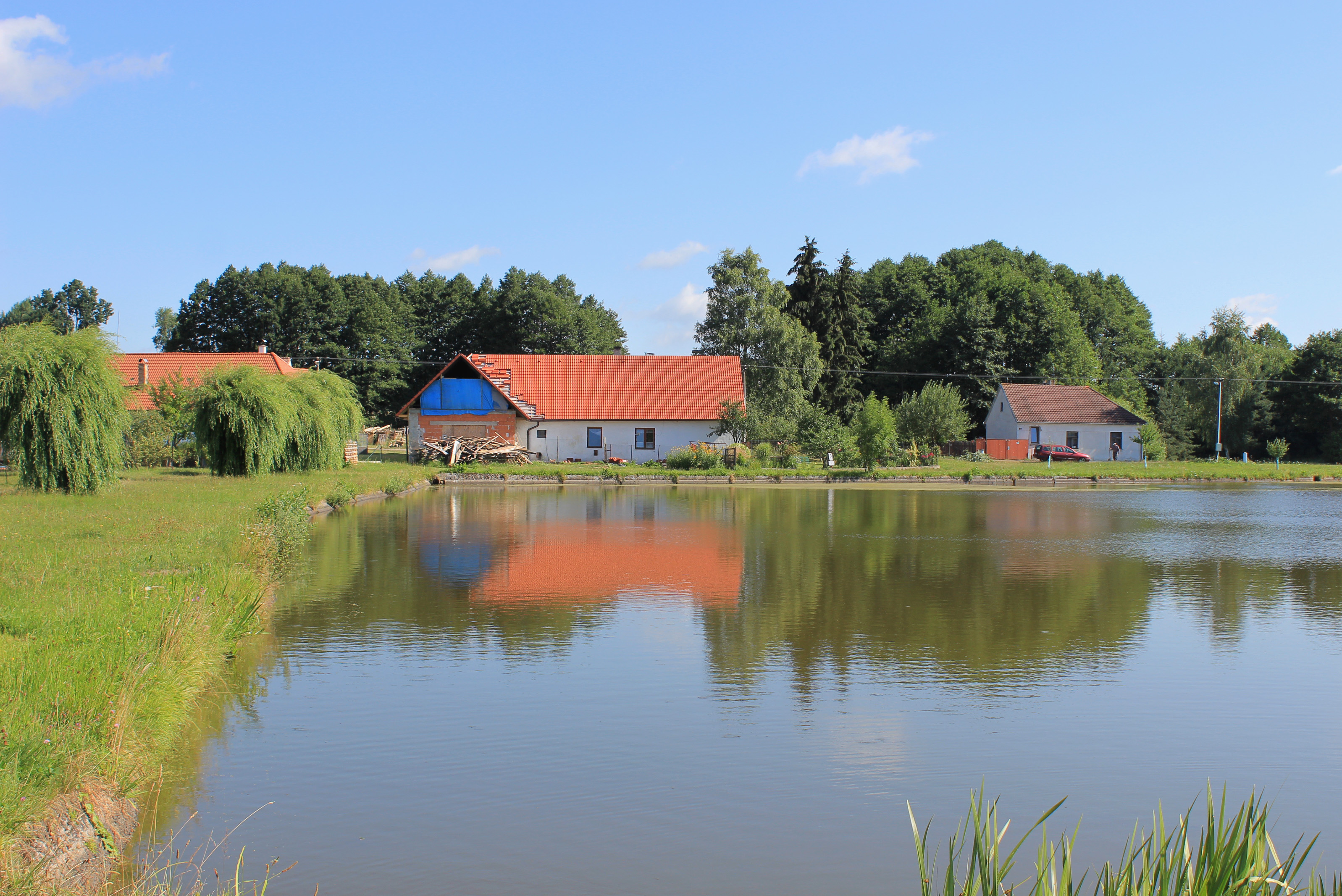
Domky za rybníkem
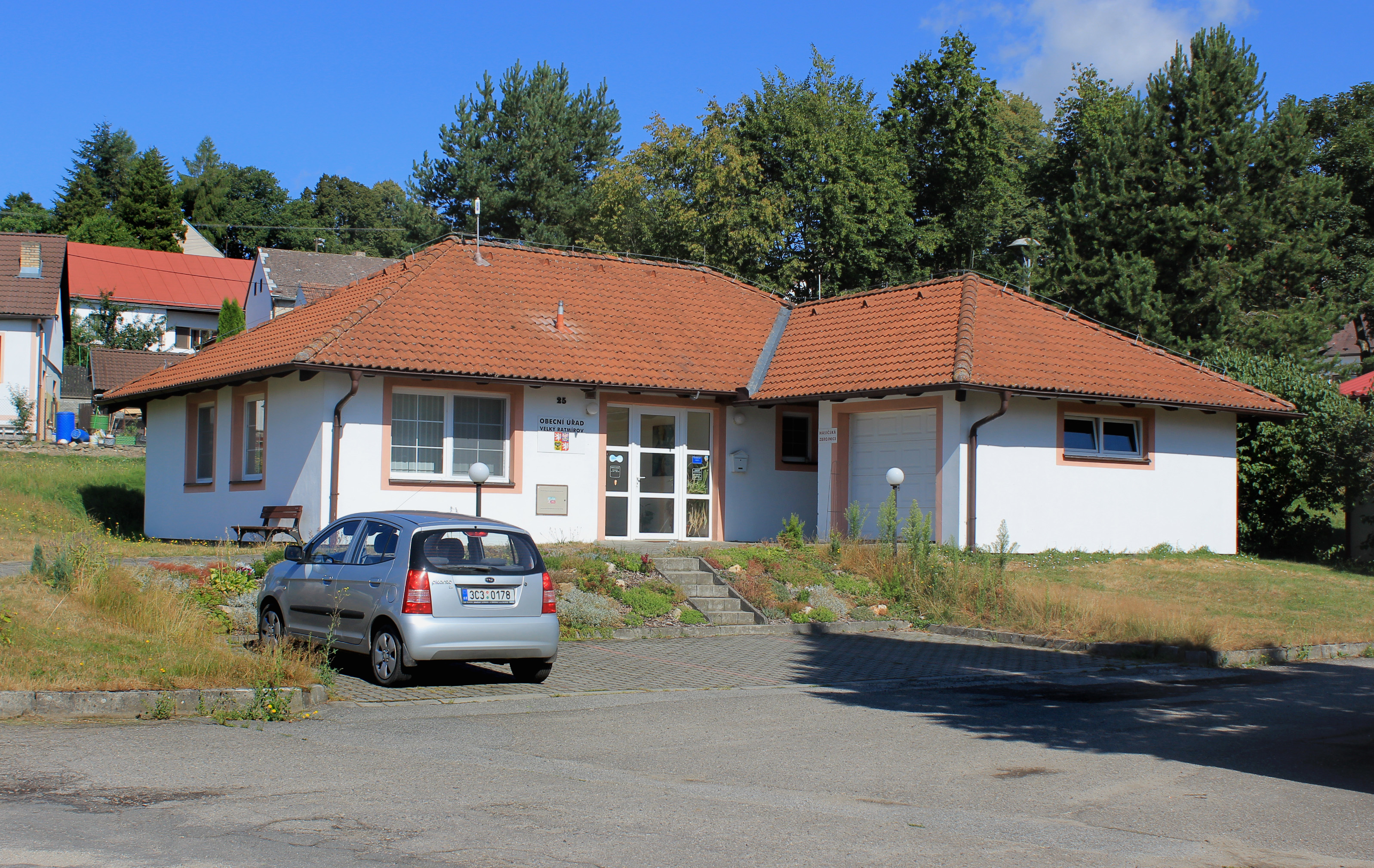
Obecní úřad